# Ethernet Powerlink
Ethernet POWERLINK (conegut per l'acrònim EPL) és un protocol de comunicació en temps real basat en maquinari estàndard ethernet. El seu principi de funcionament fa que el POWERLINK sigui apte per aplicacions d'automatització industrial on diversos elements de control (autòmats, pantalles d'operador, mòduls de E/S, variadors de freqüència, servo-controladors, mòduls de seguretat, sensors, etc.) hagin de comunicar entre ells de forma ràpida, isòcrona i sobretot precisa (és a dir minimitzant el temps de latència de la xarxa), garantint sobretot que el procés de comunicació sigui fiable i repetitiu. POWERLINK no és un hardware sinó un software que funciona sobre un hardware estàndard.